# John MacLean (socialista escocès)
John Maclean (24 d'agost de 1879 - 30 de novembre de 1923) va ser un mestre d'escola escocès i militant socialista revolucionari de l'àrea coneguda com el Clydeside Roig, a Glasgow i rodalia. Fou un dels primers dirigents del Partit Socialista Britànic a Escòcia, i més tard defensor d'un partit propi per als treballadors escocesos i de la independència d'Escòcia de l'imperi britànic.
Va ser conegut per la seva oposició a la Primera Guerra Mundial, que li suposà ser arrestat i empresonat diverses vegades.

## Biografia
Maclean va néixer a Pollokshaws, aleshores als afores de Glasgow, Escòcia. El seu pare Daniel (gaèlic escocès: Dòmhnall MacIllEathain; 1843–1888) era un terrisser que provenia de Bo'ness i la seva mare Ann (1846-1914) procedia de Corpach. Els seus pares parlaven gaèlic escocès i es va criar en una casa calvinista, Maclean es va formar com a mestre d'escola sota els auspicis de l'Església Lliure i després va assistir a classes parcials a la Universitat de Glasgow, graduant-se amb un màster en arts el 1904.
Convençut que les condicions de vida dels treballadors no es podien millorar sense un canvi revolucionari, MacLean s'afilià a la marxista Federació Socialista Democràtica (SDF). El 1906, Maclean va pronunciar una sèrie de discursos a Pollokshaws que van conduir a la formació d'una sucursal SDF allà, i a través d'aquests, va conèixer James D. MacDougall, que es va convertir en el seu major aliat i company durant la resta de la seva vida. La SDF es convertiria el 1911 en el Partit Socialista Britànic, on MacLean romandria fins al 1920.
Maclean també va ser membre actiu del moviment cooperatiu i va ser el seu paper destacat el que va portar a les Societats Cooperatives de Renfrewshire a pressionar els consells escolars locals per proporcionar facilitats a les classes d’adults d'economia als treballadors escocesos.
Participà en el Clyde Workers Committee, els anys 1915 i 1916, amb altres destacats socialistes com Willie Gallacher, que organitzà importants mobilitzacions a Glasgow, com la vaga de lloguers d'octubre de 1915, fent que el govern britànic aprovés una llei de limitació dels lloguers.
Va ser conegut per la seva contundent oposició a la Primera Guerra Mundial, que va provocar la seva detenció el 1915 sota la Llei de defensa del regne i la pèrdua del seu lloc de professor. Fou empresonat el 1916 per trencar la Llei de defensa del regne i va ser alliberat després de les importants mobilitzacions en suport a la Revolució Russa a Escòcia el 1917. Després de la qual cosa es va convertir en professor, educador i organitzador marxista a temps complet. El 1916 fundà el Scottish Labour College, per fer classes d'adults als treballadors a Glasgow, Aberdeen, Dundee, Edinburgh i altres localitats.
Després de la Revolució d'Octubre de 1917 a Rússia, Lenin expressà la seva simpatia i reconeixement per MacLean, i el seu posicionament dins els socialisme mundial, contrari a la guerra imperialista i revolucionari, i fou nomenat cònsol soviètic a Glasgow. MacLean Va instal·lar el consolat al número 12 del carrer South Portland de Glasgow, però el govern britànic li va negar el reconeixement.

L'abril de 1918 va ser arrestat per sedició per les seves activitats contra la guerra, i el seu discurs de 75 minuts en el judici es va convertir en un text cèlebre per l'esquerra escocesa i tingué gran ressò per la seva crítica a la Gran Guerra, que suposava la mort per a milions de treballadors per a defensar l'imperialisme.
"No desitjo cap dany a cap ésser humà, però jo, com a humà, exerciré la meva llibertat d’expressió. Cap ésser humà a la superfície de la terra, cap govern no em prendrà el meu dret a parlar, el meu dret a protestar contra el mal, el meu dret a fer tot el que sigui en benefici de la humanitat. No sóc aquí, doncs, com a acusat; Estic aquí com a acusador del capitalisme que goteja de sang del cap als peus.".
Va ser condemnat pels britànics a cinc anys de treballs forçats a la presó de Peterhead, a Aberdeen. Feu una vaga de fam i rebé alimentació forçosa de les autoritats, fet que afectà la seva salut. Seria alliberat amb l'armistici de novembre de 1918. El desembre fou rebut per una multitud a Glasgow.
Quan el 1920 el SPB i altres organitzacions d'esquerra van fundar el Partit Comunista de la Gran Bretanya (CPGB), Maclean va intentar constituir, sense èxit, un partit comunista autònom a Escòcia. Mantingué males relacions amb el Partit Comunista de la Gran Bretanya. Maclean creia que els treballadors escocesos eren especialment adequats per liderar la revolució i parlava del "comunisme celta", inspirat en l'esperit comunitari dels clans escocesos.
El 1923 Fundà el Partit Republicà dels Treballadors Escocès, inspirat en les idees del socialista i republicà irlandès James Connolly, però que no arribaria a assolir gran implantació, ja que MacLean moriria el mateix any..
En el seu període de captivitat, Maclean havia estat en vaga de fam i l'alimentació forçada perllongada havia afectat permanentment la seva salut. Es va desmaiar durant un discurs i va morir de pneumònia, als quaranta-quatre anys. Pocs dies abans, havia donat el seu únic abric a un home sense llar.

### Llegat
Maclean havia esdevingut molt popular i molts milers de persones sortiren els carrers de Glasgow per veure passar la seva processó funerària. Durant molt temps el funeral de Maclean s'ha conegut com el més multitudinari vist a Glasgow. Va deixar un llegat que posteriorment han reivindicat tant els moviments nacionalistes escocesos com laboristes i socialistes, cosa poc comú entre les figures històriques d'Escòcia.
Després de la seva mort, la seva filla Nan Milton recuperà la seva memòria i creà la fundació John MacLean, que recollí i publicà els seus escrits.
Des dels anys 1970s, l'esquerra escocesa reivindicà la seva figura, especialment a partir de la campanya per la independència d'Escòcia a finals del segle XX i començament del segle XXI. La seva figura ha estat recordada en poemes i cançons de poetes i músics escocesos com Hamish Henderson, Matt McGinn o Alistair Hulett. L'any 1979 la Unió Soviètica li dedicà un segell de 4 kopek.